# José Néri de Sousa
José Néri de Sousa (Ipaumirim, 22 de abril de 1945), é um empresário e político brasileiro, outrora deputado estadual pelo Piauí.

## Dados biográficos

### Carreira política
Filho de Izidoro Néri da Silva e Cecília de Sousa Néri. Chegou ao Piauí em 1966 e estabeleceu-se como empresário. Paralelo à sua vida profissional, foi tesoureiro da Associação Comercial e Industrial da Grande Picos (ACINPI), presidente do Samambaia Clube e vice-presidente do Lions Clube de Picos. Desde o ano de 1975 organiza caravanas de romeiros rumo às cidades de Juazeiro do Norte e Canindé, no estado do Ceará. Sua primeira incursão política aconteceu como tesoureiro da executiva municipal do PDS em Picos sendo eleito vice-prefeito do município em 1982 através de uma sublegenda na chapa do médico Abel de Barros Araújo, a quem sucedeu em 1988 ao ser eleito prefeito quando já estava filiado ao PFL. Com o passar dos anos tornou-se adversário político de seus até então aliados e trocou de partido, sendo eleito deputado estadual pelo PPR em 1994 e com a criação do PPB cerrou fileiras no partido, sendo eleito prefeito de Picos em 1996 e reeleito no ano 2000. Sua cadeira na Assembleia Legislativa do Piauí pertence a seu filho, José Icemar Lavor Néri (Nerinho), eleito sucessivamente desde 2002.

### Processos judiciais
José Néri de Sousa foi condenado por improbidade administrativa pela Justiça Federal em 2009 ao não prestar contas dos recursos de um convênio celebrado entre o município de Picos e o Fundo Nacional de Desenvolvimento da Educação (FNDE), perdendo seus direitos políticos por três anos.